# Sidney Schmeltz
Sidney Schmeltz (Nieuwegein, 8 juni 1989) is een Nederlands profvoetballer die doorgaans als aanvaller speelt.

## Carrière
Sidney Schmeltz begon zijn jeugdvoetbalcarrière bij het Nieuwegeinse Geinoord en kwam terecht in de jeugdopleiding van RKC Waalwijk. Hij schopte het bij de Waalwijkers tot de A1-junioren en het beloftenelftal. Daar maakte hij indruk maar tot een debuut in de hoofdmacht van de toenmalige eerstedivisionist kwam het niet. In augustus 2008 maakte Schmeltz de overstap naar buurman Willem II. Daar zou hij het beloftenelftal komen versterken. Zijn debuut kwam op 18 augustus in de bekerwedstrijd tussen Jong Willem II en Jong RKC Waalwijk. Willem II won dit duel, maar omdat Schmeltz nog niet speelgerechtigd was, moest de wedstrijd van de KNVB worden overgespeeld. Dat duel eindigde in een 1-1 gelijkspel.
Op 19 april 2009 werd Sidney Schmeltz door Willem II-trainer Alfons Groenendijk bij de selectie van het eerste elftal gehaald omdat de club Kiki Musampa en Ibad Muhamadu disciplinair had gestraft wegens te laat komen. Vijf minuten voor tijd maakte hij in die thuiswedstrijd tegen ADO Den Haag (3-3) zijn Eredivisie-debuut als vervanger van Sergio Zijler. Koud in het veld maakte hij een grove overtreding waarvoor hij een gele kaart kreeg. Twee weken later, uit bij Roda JC (1-0 winst), maakte Schmeltz zijn debuut als basisspeler.
In het seizoen 2009-2010 werd hij vast bij de selectie gehaald door trainer Groenendijk, maar om disciplinaire redenen werd hij halverwege het seizoen teruggezet naar de beloften. Vervolgens werd zijn aflopende contract, mede door de bezuinigingen bij de club, niet verlengd. Bijna de hele zomer bleef hij zonder club, maar op 10 augustus 2010 werd bekend dat hij een contract voor een jaar ondertekend heeft bij Almere City FC, de club van trainer Henk Wisman.
Hier bleef hij één seizoen. In de 33 wedstrijden die hij speelde maakte hij vier doelpunten waarmee hij veel indruk maakte op titelkandidaat Sparta, dat weer wil promoveren naar de Eredivisie. Hij tekende een contract en speelde 22 wedstrijden, waarin hij twee keer scoorde.
Na dit mindere seizoen vertrok hij naar SC Veendam waar hij tot aan het faillissement eind maart 2013 in 26 wedstrijden twee doelpunten maakte. Na het faillissement verscheen er een filmpje van Schmeltz op het platform Keek waarin hij afgeeft op Veendam door te stellen blij te zijn terug te keren naar de beschaafde wereld. In de uitzending van Voetbal International op vrijdag 5 april gaf Johan Derksen aan dat hij hoopt dat geen club zo'n speler nog een contract geeft, als je zo onbehoorlijk afgeeft op een regio en vereniging. Via een ander filmpje bood Schmeltz excuses aan.
In juni 2013 tekende hij een tweejarig contract bij Oldham Athletic dat uitkomt in de Football League One. Op 10 januari 2014 werd hij voor een maand verhuurd aan Shrewsbury Town. Bij terugkomst werd op 14 februari zijn contract bij Oldham ontbonden. In oktober 2014 tekende hij bij Hartlepool United een contract tot het einde van het kalenderjaar. In januari 2015 vervolgde hij zijn loopbaan in Egypte bij Petrojet FC uit Suez. Begin 2016 sloot hij aan bij Magreb '90. In september 2016 ging Smeltz in Bahrein voor Al-Ahli spelen. In mei 2017 keerde hij terug naar Nederland. In augustus 2017 ging hij voor de Bahreinse tweedeklasser Sitra spelen. In januari 2018 ging hij naar Magreb '90. Een half jaar later ging hij naar ZSGOWMS en medio 2019 naar SV Hoofddorp. In 2022 ging hij naar Olympia Haarlem.